# Manifestacja 18 lutego 1918 roku w Działoszycach
Manifestacja 18 lutego 1918 r. w Działoszycach − krwawo zakończona masowa demonstracja polskiej ludności zorganizowana w Działoszycach 18 lutego 1918 przez Polską Organizację Wojskową. Był to protest przeciwko Traktatowi Brzeskiemu z 9 lutego 1918, którego treść wywołała wzburzenie wśród polskiej opinii publicznej. W trakcie tłumienia manifestacji w Działoszycach trzy osoby zostały zastrzelone przez żandarmów austriackich, trzy dalsze zostały ranne, a później kilkanaście osób zostało aresztowanych.

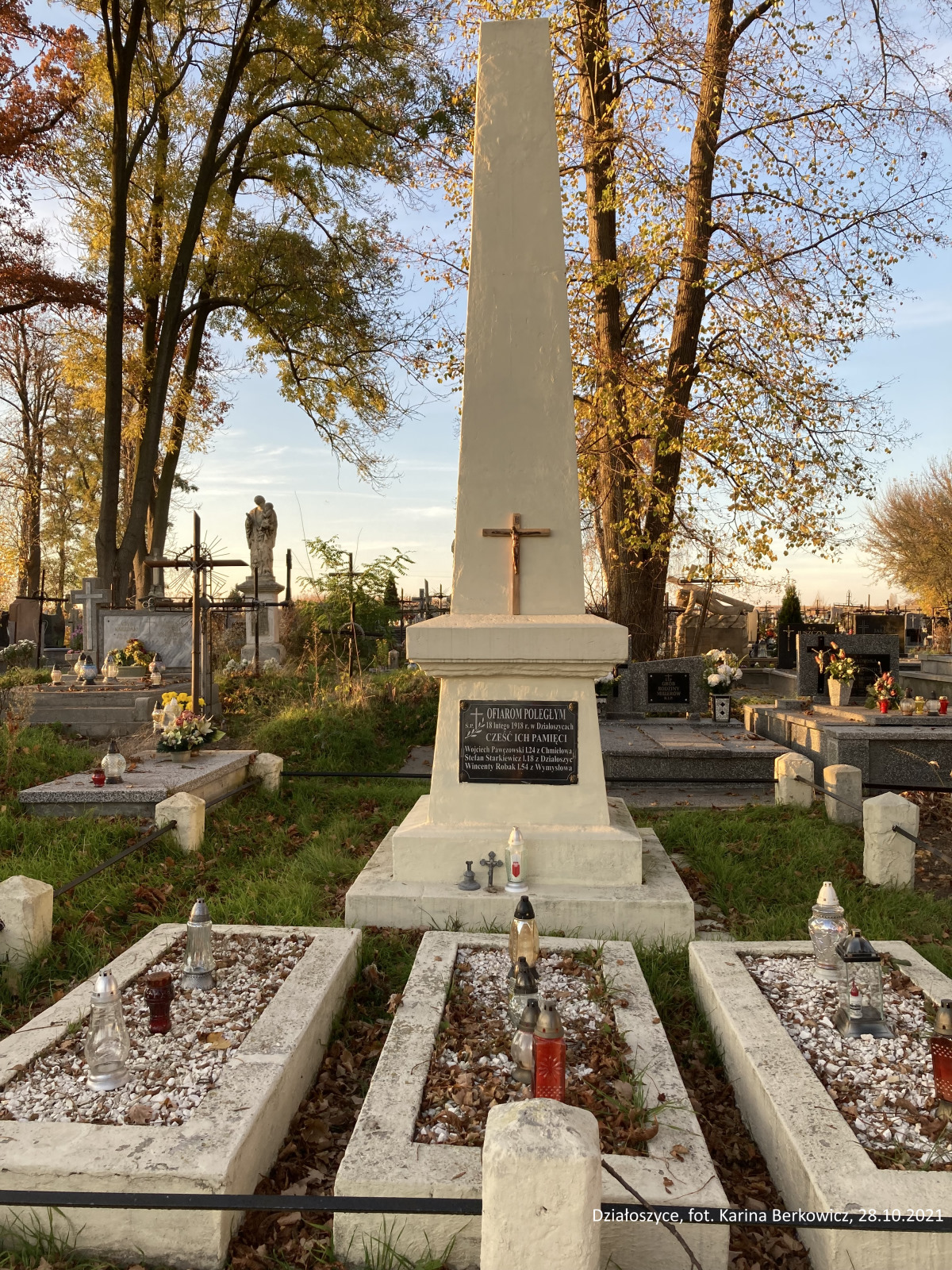
Pomnik ofiar manifestacji 18.02.1918 r. w Działoszycach

## Podłoże
9 lutego 1918 r. w Brześciu między Cesarstwem Niemieckim, Austro-Węgrami i ich sojusznikami – Carstwem Bułgarii i Imperium Osmańskim a Ukraińską Republiką Ludową podpisany został Traktat Brzeski. Na jego podstawie Niemcy i Austro-Węgry odstępowały proklamowanej 22 stycznia 1918 r. Ukraińskiej Republice Ludowej Chełmszczyznę z miastem Chełmem i część Podlasia. Zostało to uznane przez Polaków za kolejny rozbiór Polski i wywołało wzburzenie wśród polskiej opinii publicznej. 

## Przebieg
17 lutego 1918 r. odbyła się pierwsza próba demonstracji w Działoszycach, ale gdy tłum, który się zebrał na rynku i chciał uformować pochód, żandarmeria austriacka nie dopuściła do tego. Następnego dnia, 18 lutego, od rana – jak opisał świadek wydarzeń Jan Żaliński z Działoszyc – ludność miasta i okolicznych wiosek odświętnie ubrana licznymi grupami kierowała się na plac kościelny, skąd po nabożeństwie o godzinie 10 miał ruszyć pochód na rynek. Młodzież miała miejsce zbiórki na terenie cegielni, skąd w szyku marszowym, mimo prób zablokowania trasy przez żandarmów przeszła do kościoła. Po mszy św. sformował się pochód – jak wspomina J. Żaliński – liczący ponad dwa tysiące osób, który z rozwiniętymi biało-czerwonymi sztandarami, wyruszył sprzed kościoła i skierował się w stronę rynku, po drodze śpiewając „Boże coś Polskę”. Manifestanci, przerywając kordony żandarmów blokujących przejście, doszli pod pomnik Tadeusza Kościuszki stojący wówczas przy ul. Pińczowskiej.  Jak podał J. Żaliński – Tam ze stopni pomnika kilku mówców miejscowych i zamiejscowych, przeważnie z Krakowa, wygłosiło przemówienia protestacyjne zakończone wrogimi okrzykami przeciw zakusom austro-niemieckim na całość granic przyszłej Polski.
Gdy rozwiązywano pochód, oddział żandarmów austriackich po raz trzeci zaatakował tłum, usiłując aresztować przemawiające osoby. Gdy ludzie zaczęli otaczać żandarmów, ich dowódca zaczął strzelać do tłumu. Zabite zostały trzy osoby: Stefan Starkiewicz, syn burmistrza Działoszyc (lat 15), Wincenty Robak z Wymysłowa (lat 54) i Wojciech Pawęzowski z Chmielowa (lat 24), a trzy dalsze zostały ranne: Wincenty Brykalski i Stanisław Markiewicz z Działoszyc oraz Stanisław Motłoch z Chałupek Jakubowskich. Po strzelaninie żandarmi austriaccy wycofali się na posterunek i zabarykadowani tam, bronili się przed oblegającym ich tłumem. Na odsiecz im przybyło z Miechowa i Pińczowa – jak podaje J. Żaliński – kilka kompanii wojska austriackiego.
20 lutego 1918 odbył się pogrzeb zabitych demonstrantów, który stał się wielką manifestacją patriotyczną. W kondukcie uczestniczyło kilka tysięcy osób, przybyły – jak wspomina J. Żaliński – liczne delegacje z bliższych i dalszych miast i wsi oraz reporterzy gazet krakowskich i innych. Wojsko austriackie wycofało się z Działoszyc na czas pogrzebu pomordowanych. Kilka dni później aresztowano kilkanaście osób z Działoszyc podejrzewanych o organizowanie manifestacji i osadzono w więzieniu w Kielcach. W kwietniu 1918 r. po rozprawie sądowej aresztowani zostali zwolnieni.

## Upamiętnienie
Zabitych demonstrantów pochowano na cmentarzu w Działoszycach. Przy ich grobach wystawiono wysoki pomnik z piaskowca z podestem, który wraz z tymi trzema mogiłami został ogrodzony balustradą. Na pomniku zamieszczono tablicę treści: Ofiarom poległym / 18 lutego 1918 r. w Działoszycach / Cześć ich pamięci / Wojciech Pawęzowski l. 24 z Chmielowa / Stefan Starkiewicz l. 18 z Działoszyc / Wincenty Robak l. 54 z Wymysłowa. Kwatera wpisana jest do „Ewidencji Grobów i Cmentarzy Wojennych”.